# La Rue sans loi
Pour plus de détails, voir Fiche technique et Distribution.
La Rue sans loi est un film français réalisé par Marcel Gibaud et sorti en 1950.

## Synopsis
Essai d'adaptation cinématographique des dessins d'Albert Dubout où l'on retrouve sur un rythme trépidant : le comptable Anatole, son imposante épouse Germaine dite : « Fifille », le bandit Sparadra, qui habite une rue mal famée. C'est là qu'ils s'agitent dans des situations indescriptibles en compagnie d'une comtesse un peu folle, d'une vamp sophistiquée, d'Oscar le jouvenceau et de son professeur de musique, Hippolyte.

## Fiche technique
- Titre : La Rue sans loi
- Réalisation : Marcel Gibaud
- Scénario : Jean Halain et Marcel Gibaud, d'après les caricatures du dessinateur Dubout
- Photographie : André Dantan
- Cadreur : Charles-Henri Montel
- Montage : Marguerite Beaugé
- Musique : Marcel Landowski
- Son : René Brunot
- Décors : Raymond Duart
- Directeur technique : Léon Mathot
- Production : Claude Dolbert
- Société de production : Codo Cinéma (France)
- Distribution : Filmsonor
- Tournage : Paris Studio Cinéma du 9 janvier au 10 mars 1950
- Pays de production :  France
- Format : Noir et blanc - 1,37:1 - 35 mm - Son mono, système sonore Western Electric
- Durée : 100 minutes
- Genre : Comédie
- Date de sortie : 
  - France : 1er décembre 1950

## Distribution
- André Gabriello : Sparadra, le truand
- Annette Poivre : la comtesse de La Trille
- Paul Demange : Anatole, comptable, mari de Fifille
- Albert Dinan : François, un collègue d'Anatole
- Nathalie Nattier : Emma, la vamp
- Max Dalban : Germaine dite: Fifille, la femme plantureuse d'Anatole
- Fernand Gilbert : le capitaine moustachu
- Louis de Funès : Hippolyte, le professeur de musique

Non Crédités :
- Roger Desmare : le garçon de café
- Mag Avril : la dame de l'auto
- Jackie Sardou : la nourrice
- Luc Andrieux : un complice de Sparada
- Georges Paulais : le monsieur distingué
- Marcel Mérovée : Oscar, le fils d'Anatole et Fifille
- Jean Sylvain : le professeur d'auto-école
- Claude Nicot : Barbet
- Pierre Clarel : le mendiant
- Amédée : le neveu de la comtesse
- Eugène Yvernes : le peintre
- Jean Bouche : un agent
- Paul Pauléon : un agent
- Georgette Anys : une invitée chez la comtesse
- Suzanne Gabriello : une invitée chez la comtesse
- Max Dejean : le cambrioleur
- Hubert Deschamps : l'invité qui dit : un oiseau
- Édouard Francomme : un spectateur
- Emile Riandreys : un spectateur
- Georges Bever : un juge (scène coupée au montage)
- Renée Gardès
- René Pascal
- Bill-Bocketts

## À noter
- Si au générique, le nom du producteur, Claude Dolbert, est associé, pour la réalisation, à celui de Marcel Gibaud, Nathalie Nattier a confirmé lors d'un entretien que la réalisation a incombé au seul Marcel Gibaud[réf. souhaitée].